# 156-та піхотна дивізія (Третій Рейх)
156-та піхотна дивізія (Третій Рейх) (нім. 156. Infanterie-Division) — піхотна дивізія Вермахту за часів Другої світової війни.

## Історія
156-та піхотна дивізія сформована 15 квітня 1945 року шляхом переформування 156-ї навчально-польової дивізії у складі 9-ї польової армії генерала від інфантерії Т. Буссе. Після завершення формування з'єднання перекинули на Східний фронт. Підрозділи дивізії знищені у Гальбському котлі військами 1-го Українського фронту маршала Конєва І. С. весною 1945 року.

## Командування

### Командири
- Генерал-лейтенант Зігфрід фон Рековскі (нім. Siegfried von Rekowski) (15 квітня — 8 травня 1945)

### Підпорядкованість
| Час   | Корпус | Армія      | Група армій (округ) | Штаб |
| ----- | ------ | ---------- | ------------------- | ---- |
| 1945  |        |            |                     |      |
| лютий |        | 9-та армія | Група армій «Вісла» |      |

### Склад
| Квітень 1945                    |
| ------------------------------- |
| 1313-й гренадерський полк       |
| 1314-й гренадерський полк       |
| 1315-й гренадерський полк       |
| 1456-й артилерійський полк      |
| 1456-й інженерний батальйон     |
| 1456-й дивізійний загін зв'язку |